# Wakarusa (Indiana)
Wakarusa es un pueblo ubicado en el condado de Elkhart en el estado estadounidense de Indiana. En el Censo de 2010 tenía una población de 1758 habitantes y una densidad poblacional de 297,57 personas por km².

## Geografía
Wakarusa se encuentra ubicado en las coordenadas 41°31′54″N 86°0′48″O / 41.53167, -86.01333. Según la Oficina del Censo de los Estados Unidos, Wakarusa tiene una superficie total de 5.91 km², de la cual 5.71 km² corresponden a tierra firme y (3.38%) 0.2 km² es agua.

## Demografía
Según el censo de 2010, había 1758 personas residiendo en Wakarusa. La densidad de población era de 297,57 hab./km². De los 1758 habitantes, Wakarusa estaba compuesto por el 95.96% blancos, el 1.02% eran afroamericanos, el 0.06% eran amerindios, el 0.97% eran asiáticos, el 0% eran isleños del Pacífico, el 0.91% eran de otras razas y el 1.08% pertenecían a dos o más razas. Del total de la población el 2.45% eran hispanos o latinos de cualquier raza.